# Атанас Гюдженов
Атанас Димитров Гюджѐнов (24 октомври 1847 – 12 декември 1936) е български художник-иконописец. Баща е на художника Димитър Гюдженов.
Самоук художник, Атанас Гюдженов се учи да рисува, като през детството си помага на своя братовчед Стефан Андонов при изписването на пловдивските църкви „Свети Иван Рилски“ (1864) и „Свети Константин и Елена“ (1865 – 1866), както и на църкви в Асеновград, Перущица, Хасково и околните села. В периода 1873 – 74 г. чиракува и при Станислав Доспевски. През 1874 г. и самостоятелно изпълнява стенописите на пазарджишката църква „Св. св. Константин и Елена“.
След Освобождението Гюдженов се установява в Стара Загора, където продължава да рисува икони и се изявява и като сценограф. Автор е на декорите и костюмите за пиеси на местния театрален колектив и сам приема да изпълнява актьорски роли.